# The Goaldigger Song
The Goaldigger Song è un brano composto ed interpretato dall'artista britannico Elton John.

## Il brano
Incredibilmente, il testo della canzone (riguardante una squadra di calcio britannica) è stato scritto dalla rockstar e non dal suo paroliere Bernie Taupin; va però detto che all'epoca della pubblicazione del singolo (aprile 1977) i due avevano cessato di collaborare (anche se riprenderanno i contatti dopo qualche tempo), Elton aveva del tutto abbandonato la scena musicale mondiale e usciva dalla sua dimora londinese solamente per recarsi allo stadio e assistere alle partite del Watford F.C., squadra della quale era divenuto il Presidente. 
The Goaldigger Song fu pubblicata come singolo per beneficenza in edizione limitata e distribuito in sole 500 copie, alcune delle quali firmate da Elton (non raggiunse quindi alcuna posizione in nessuna classifica, né apparve mai in un album).
La canzone fu eseguita live una sola volta, durante il concerto con i China al Wembley Empire Pool di Londra, il 3 novembre 1977, serata in cui John annunciò il primo, di una lunghissima serie, ritiro dalle scene (cosa ben presto smentita dai fatti).